# Parafia Matki Bożej Częstochowskiej w Kamieniu-Podlesiu
Parafia Matki Bożej Częstochowskiej w Kamieniu-Podlesiu – parafia rzymskokatolicka znajdująca się w diecezji rzeszowskiej w dekanacie Sokołów Małopolski. Erygowana w 2009. 
Kościół parafialny: murowany, zbudowany w 1984 r.